# Beaubray
Beaubray é uma comuna francesa na região administrativa da Normandia, no departamento de Eure. Estende-se por uma área de 15,88 km². Em 2010 a comuna tinha 332 habitantes (densidade: 20,9 hab./km²).